# Zuidwal (zeilwedstrijd)

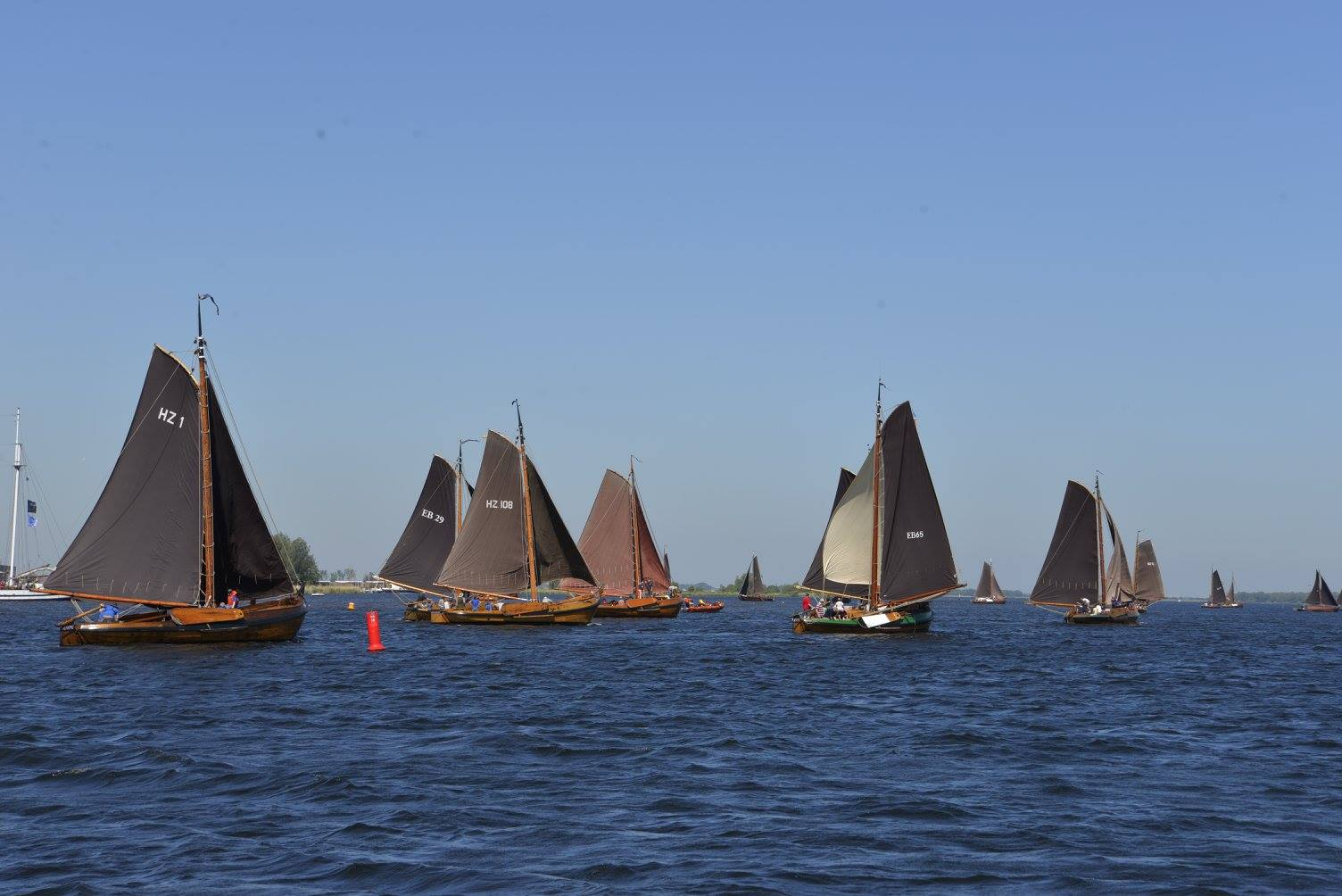
Zuidwal wedstrijden op het Eemmeer bij Spakenburg

De Zuidwal is twee-daagse wedstrijd voor voornamelijk botters en andere zeilende visserijschepen uit het verleden van de Zuiderzee. De wedstrijd wordt gevaren vanuit de oude haven van Spakenburg op het Eemmeer en Nijkerkernauw. De Zuidwal werd voor het eerst georganiseerd in 1974 als dagwedstrijd op de dag na Hemelvaartsdag.

## Verleden

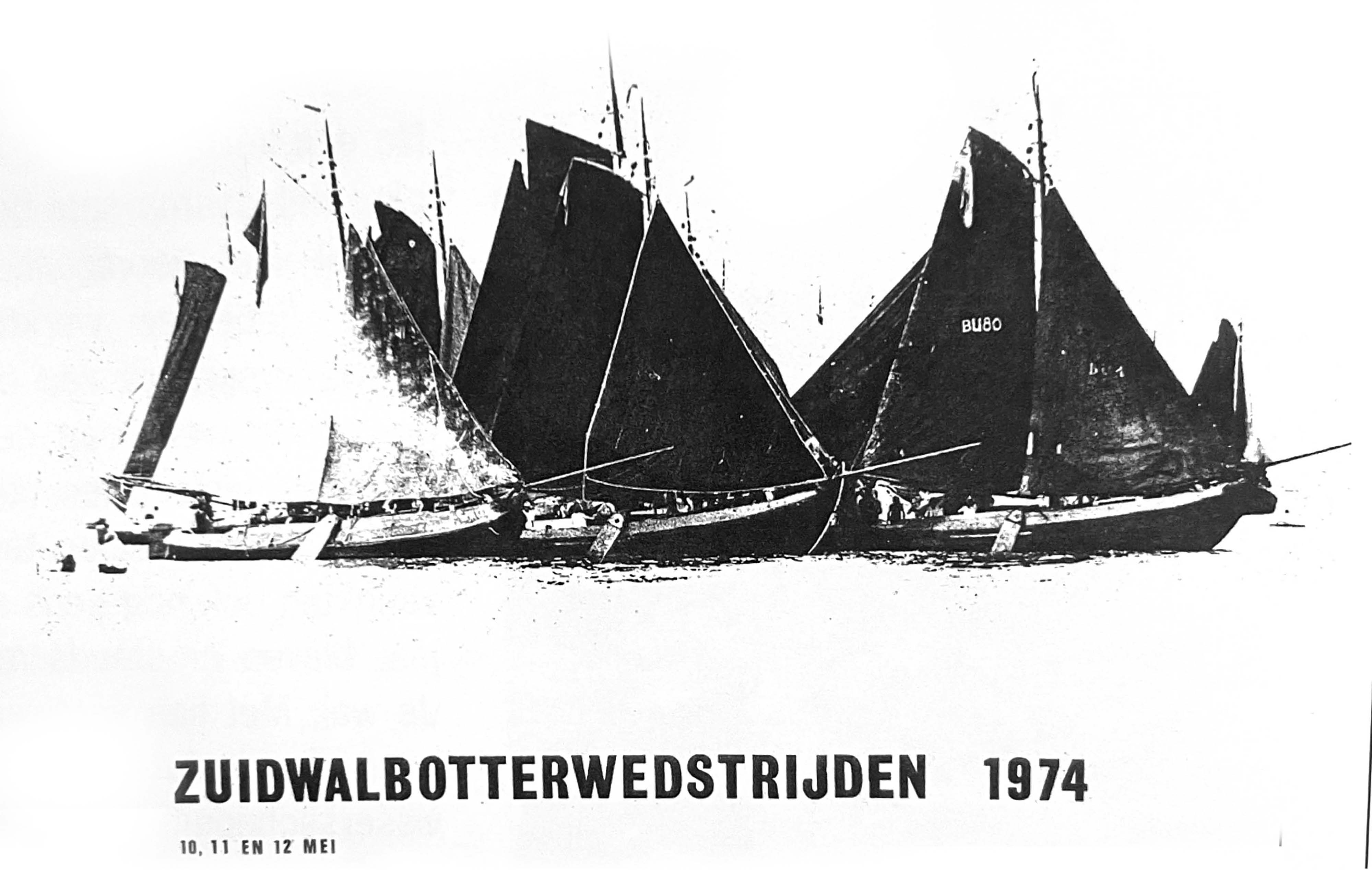
Eerste poster van de Zuidwal Botterwedstrijden in 1974

Spakenburg kende vóór de afsluiting van de Zuiderzee meer dan 200 vissersschepen, zoals botters, aken, schouwen en pluten. Na de aanleg van de Afsluitdijk verdween langzaam deze vissersvloot, een proces dat in de jaren zestig en zeventig werd versneld door de aanleg van de Flevopolder. De oude schepen werden opgekocht om als pleziervaartuig of in de verhuur te dienen. De schippers uit die gelederen wilden onderling wedstrijden varen en zo ontstond het idee voor de Zuidwal. Ook in andere steden rondom de voormalige Zuiderzee ontstonden dergelijke wedstrijden, zoals de Oostwal in Kampen en de Westwal in Volendam en Edam.

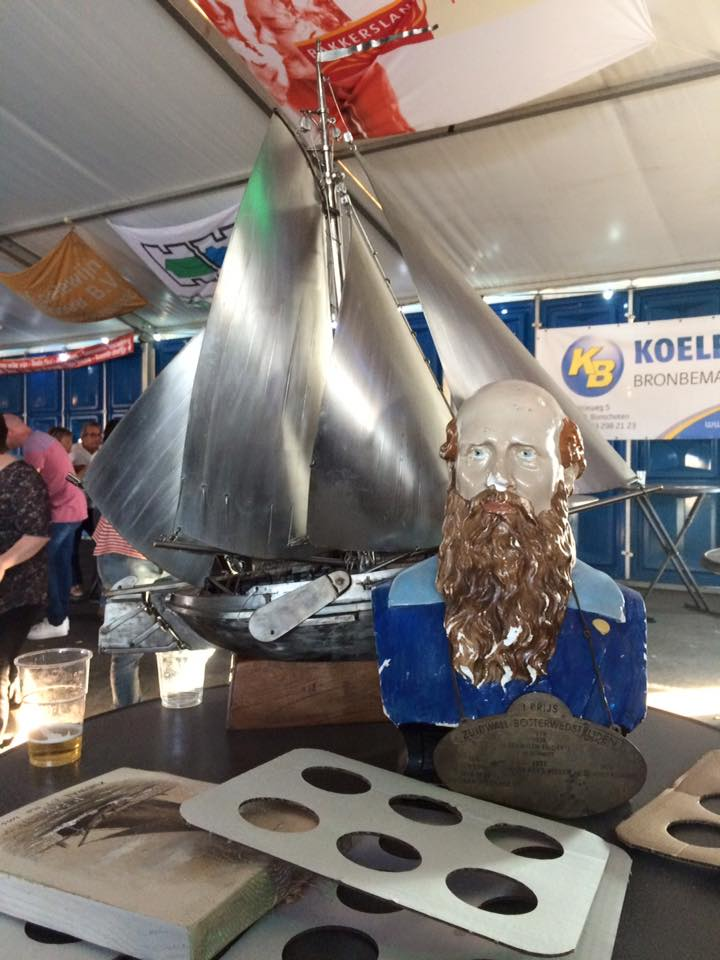
Wisselprijs Zuidwal - De Vader Jahn - Eerste winnaar Hartmann Schmitt 1974

## Wedstrijd
De wedstrijd is sinds de jaren negentig over twee dagen verdeeld. Op de vrijdag na Hemelvaart vaart de vloot met sponsors en bedrijven. Hierdoor wordt geld ingezameld voor onderhoud van de varende monumenten. Op deze dag wordt door de overige schepen de zogenaamde Eendrachtsrace gevaren; deze wedstrijd is net iets ouder dan de Zuidwal en wordt georganiseerd door de DARP-competitie. Op zaterdag is dan de "echte" Zuidwal voor schepen met een eigen bemanning. Er wordt gevaren om de eer. De prijsuitreiking bestaat uit prijzen die te gebruiken zijn op het schip, bijvoorbeeld een anker, puts of stootwil. Ook zijn er wisselprijzen. De zaterdagwedstrijd bestaat uit drie klassen: de Botters (authentieke varende monumenten), de Aken en de Schouwen (moderne jachten afgeleid van originele rond- en platbodems). Bij voldoende belangstelling wordt nog een vierde klasse voor de overige schepen toegevoegd. In elke klasse kan men kampioen worden.
Er wordt bij de wedstrijden gevaren zonder onderlinge handicaps, dit is het zogenaamd hardzeilen. Ook zijn er beperkt regels verbonden aan de wedstrijden. De schepen mogen alle zeilen voeren die aan boord zijn, wel met de restrictie dat het geen moderne zeilen zijn en dat de kleur wit of bruin is. De start van de wedstrijd verloopt volgens een anker-start: de schepen liggen in kiellinie voor anker en bij het startsein mag het anker worden gelicht en de zeilen worden gehesen. Na de wedstrijd is de uitslag op de oude sluis in het centrum van Spakenburg voor de oude Scheepstimmerwerf Nieuwboer uit 1584.

## Organisatie
De Zuidwal is in het verleden opgezet door de schippers van de schepen. Tegenwoordig is de Stichting Zuidwal Botter-wedstrijden de organisator. Nadat er enkele jaren een bestuur van leken was, is in 2016 de stichting gaan samenwerken met Vereniging de Bruine Vloot Spakenburg. Alle leden van deze stichting zijn lid van de Bruine Vloot en schipper of bemanning van een rondbodem of platbodem.
Vanaf 2017 werkt de Zuidwal qua wedstrijdleiding en organisatie samen met de DARP competitie.

## Feest
Na de wedstrijden is er op de beide dagen een feest georganiseerd door de lokale horeca. Tevens wordt op de vrijdag van de Zuidwal na de finish sinds enkele jaren een Solexrace gehouden rond de oude havendijk en visafslag.